# Vawkavysk
Vawkavysk (en bielorruso: Ваўкавы́ск, Vaŭkavýsk; en ruso: Волковыск, Volkovysk; en polaco: Wołkowysk; en lituano: Valkaviskas; en yidis: וואלקאוויסק‎) es una ciudad subdistrital de Bielorrusia, capital del distrito homónimo en la provincia de Grodno.
Está localizada en el río Wołkowyja, aproximadamente a 98 kilómetros de Grodno y a 271 kilómetros de Minsk. Su población es un estimado de 43 826 habitantes.

Es una de las ciudades más antiguas del suroeste de Bielorrusia. Vawkavysk fue mencionada extraoficialmente por primera vez en los Anales de Turau, en 1005 y este año es ampliamente aceptado como la fecha en que se fundó Vawkavysk. En aquel entonces, era una ciudad-fortaleza fronteriza entre los grupos étnicos eslavos y bálticos. Desde el siglo XII, Vawkavysk fue la capital de un pequeño principado. El Códice de Hipacio hace mención de la ciudad en el año 1252.

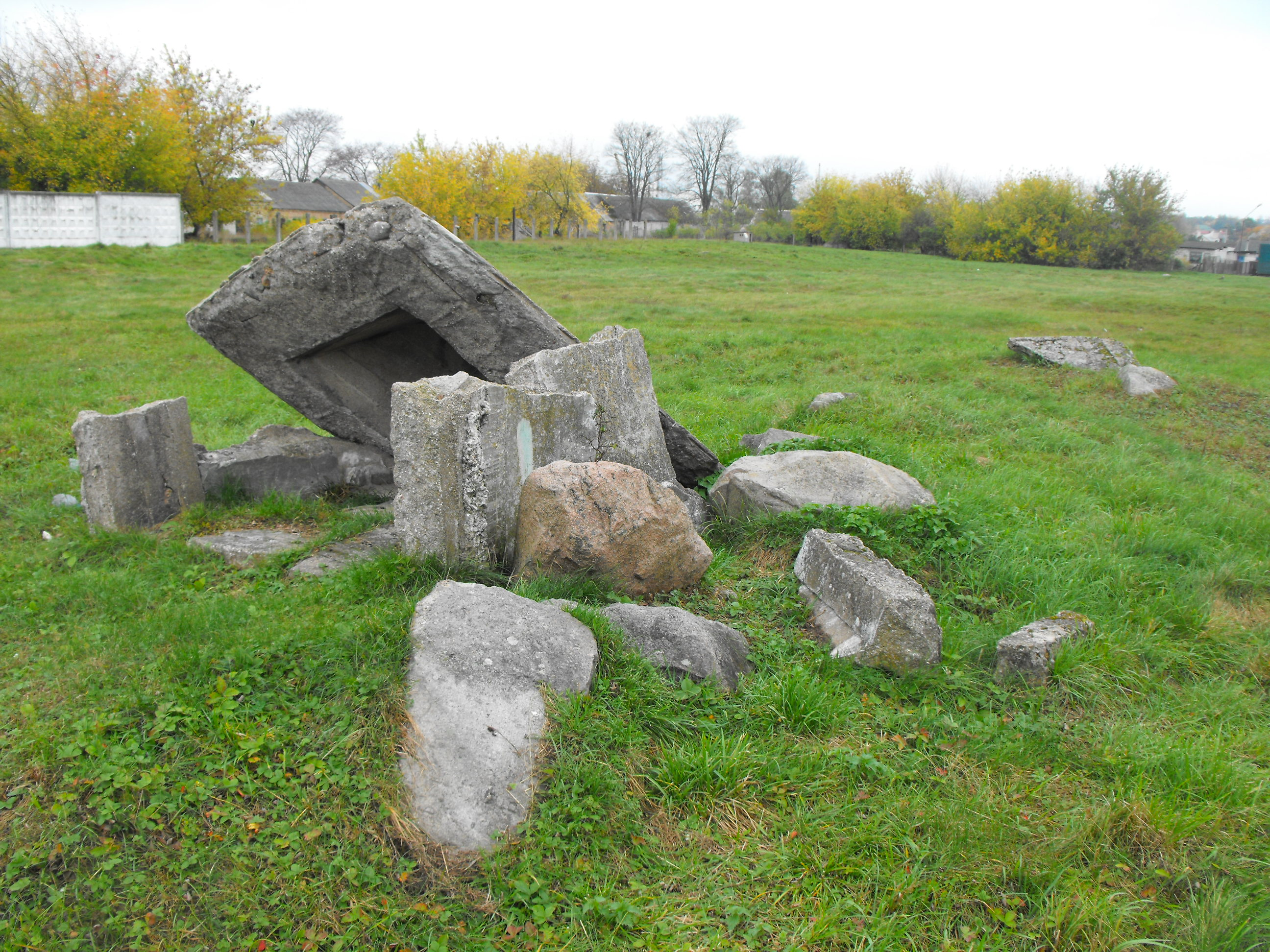
Restos del antiguo cementerio judío de Vaukavysk (en las afueras de Mudrenko)

## Toponimia
Se cree que su nombre deriva del dialecto local para las frases relacionadas con buscar lobos ("wołków isk") o el aullido de los lobos ("wołków wisk"). La antigua tradición bielorrusa su nombre deriva a que su ubicación actual había sido una vez ocupada por un gran bosque habitado por lobos. El río que fluye a través de la ciudad fue nombrado Wołkowyja. Esto también explica el uso de un lobo en el escudo de armas de la ciudad.
Sin embargo, los eruditos modernos también han hipotetizado que el nombre de Vawkavysk era de origen más reciente, y por lo tanto, sucedió a la leyenda original. Vawkavysk fue mencionado en un manuscrito realizado por el sacerdote D. Bułakowski hacia finales del siglo XVI o a comienzos del siglo XVII. Fue conservado en la biblioteca de la familia Sapieha dentro del Palacio de Ruzhany, donde fue traducido al ruso en 1881 y publicado en una gaceta de Vilna. Según el manuscrito, en el sitio donde actualmente está asentado Vawkavysk, había grandes extensiones forestales, a través de los cuales fluía el ya extinto río Nietupa, y consistía en serpenteantes rutas de viajes, en las los viajeros eran frecuentes víctimas de asaltos y ataques. Dentro de estos bosques, dos bandidos llamados Voloko y Visek, tenían su escondite. Un príncipe llamado Vladislav Zabeyko, a oír de estos ataques, fue en búsqueda de estos ladrones, y los mató colgándolos en los árboles, para que sus cuerpos alimentaran a las aves. Posteriormente se construyó un asentamiento en el mismo lugar en donde estaba el escondite de los ladrones, el cual fue nombrado Volokovysek, y fue habitado por esclavos. En el lugar de ejecución se instaló una gigantesca piedra, pero según la tradición local posteriormente fue destruida para usarla en la construcción de un templo.

## Geografía

Mapa del distrito de Vawkavysk dentro del Óblast de Grodno

Vawkavysk se encuentra en la cuenca del valle del río Wołkowyja, cerca de su confluencia con el río Ros, el cual a su vez, fluye directamente hacia 25 kilómetros al norte del río Niemen. El núcleo histórico de Vawkavysk se encuentra en el lado izquierdo del río. La ciudad se ha expandido hacia el oeste y al sur. Posee un casco urbano de 79 km cuadrados, mientras que junto con su área metropolitana abarca 1192 km². Los bosques ocupan un área de 288,69 km cuadrados, 33,42 km cuadrados de pantano, y 33,42 km de instalaciones de agua. Su raión limita al norte con Masty, Zelva al este, Pružana al sur, en el óblast de Brest, Śvisłač al suroeste y Berestovitsa al oeste. En la orilla izquierda del río Wołkowyja, la ciudad está rodeada en 3 direcciones por terreno montañoso, mientras el punto más alto de la ciudad es la Montaña Sueca, localizado al suroeste de las afueras de la ciudad, cuya altura desde la base hasta la cumbre varía entre 28 y 32,5 metros de altura. La base de la montaña es redonda, con un diámetro de aproximadamente 350 metros. Una parte superior plana de "la Montaña Sueca" es casi redonda y tiene 55 metros de ancho de este hacia oeste. El perímetro de la parte superior plana está rodeado por un poderoso muro defensivo, que rota en el sur por la entrada. Las montañas de Zamchishche (Montaña del Castillo) y Muravelnik (Montaña del Ratón) se encuentran al oeste y al este de la Montaña Sueca, respectivamente.

### Clima
Vawkavysk se encuentra en una zona climática continental húmedo o hemiboreal (Dfb), con cuatro estaciones y precipitación uniformemente distribuida. Los promedios mensuales oscilan entre -5.0 °C en enero y 17.9 °C en julio. En promedio son 95 días al año, cuando a ciudad está cubierta de nieve. Vawkavysk recibe cerca de 632 milímetros de precipitaciones al año. El periodo promedio de vegetación es de 194 días, y dura desde abril hasta octubre. La temperatura más alta registrada en Vawkavysk es de 36 °C en 1959, mientras que la temperatura más baja registrada fue en 1950, con -38 °C.
| Parámetros climáticos promedio de Vawkavysk | Parámetros climáticos promedio de Vawkavysk | Parámetros climáticos promedio de Vawkavysk | Parámetros climáticos promedio de Vawkavysk | Parámetros climáticos promedio de Vawkavysk | Parámetros climáticos promedio de Vawkavysk | Parámetros climáticos promedio de Vawkavysk | Parámetros climáticos promedio de Vawkavysk | Parámetros climáticos promedio de Vawkavysk | Parámetros climáticos promedio de Vawkavysk | Parámetros climáticos promedio de Vawkavysk | Parámetros climáticos promedio de Vawkavysk | Parámetros climáticos promedio de Vawkavysk | Parámetros climáticos promedio de Vawkavysk |
| Mes                                         | Ene.                                        | Feb.                                        | Mar.                                        | Abr.                                        | May.                                        | Jun.                                        | Jul.                                        | Ago.                                        | Sep.                                        | Oct.                                        | Nov.                                        | Dic.                                        | Anual                                       |
| ------------------------------------------- | ------------------------------------------- | ------------------------------------------- | ------------------------------------------- | ------------------------------------------- | ------------------------------------------- | ------------------------------------------- | ------------------------------------------- | ------------------------------------------- | ------------------------------------------- | ------------------------------------------- | ------------------------------------------- | ------------------------------------------- | ------------------------------------------- |
| Temp. máx. abs. (°C)                        | 11.6                                        | 17.3                                        | 22.3                                        | 29.4                                        | 32.2                                        | 35.0                                        | 37.8                                        | 37.3                                        | 31.5                                        | 28.6                                        | 19.9                                        | 15.4                                        | 37.8                                        |
| Temp. máx. media (°C)                       | -1.4                                        | -0.3                                        | 5.1                                         | 13.4                                        | 20.1                                        | 22.7                                        | 24.8                                        | 24.3                                        | 18.7                                        | 12.4                                        | 4.7                                         | -0.4                                        | 12.0                                        |
| Temp. media (°C)                            | -4.1                                        | -3.3                                        | 1.2                                         | 8.3                                         | 14.5                                        | 17.4                                        | 19.2                                        | 18.6                                        | 13.4                                        | 7.8                                         | 1.7                                         | -2.8                                        | 7.7                                         |
| Temp. mín. media (°C)                       | -6.7                                        | -6.1                                        | -2.2                                        | 3.7                                         | 9.1                                         | 12.3                                        | 14.1                                        | 13.4                                        | 8.9                                         | 4.0                                         | -0.8                                        | -5.2                                        | 3.7                                         |
| Temp. mín. abs. (°C)                        | -35.5                                       | -33.6                                       | -24.2                                       | -12.7                                       | -2.8                                        | 2.5                                         | 5.2                                         | 1.5                                         | -4.5                                        | -11.4                                       | -24.6                                       | -27.2                                       | -35.5                                       |
| Precipitación total (mm)                    | 29                                          | 28                                          | 30                                          | 45                                          | 50                                          | 94                                          | 86                                          | 67                                          | 61                                          | 31                                          | 38                                          | 35                                          | 594                                         |
| Humedad relativa (%)                        | 85                                          | 83                                          | 78                                          | 68                                          | 66                                          | 72                                          | 72                                          | 71                                          | 76                                          | 80                                          | 86                                          | 88                                          | 77                                          |
| Fuente: Pogoda.ru.net                       |                                             |                                             |                                             |                                             |                                             |                                             |                                             |                                             |                                             |                                             |                                             |                                             |                                             |

## Historia

### Prehistoria
Previo al siglo X, se habían instalado originalmente 3 asentamientos fortificados en la ciudad. La Montaña sueca, junto con Muravelnike y Zamchishcha, se considera como los territorios que según las crónicas, abarcaba la ciudad de Vawkavysk. La Montaña Sueca es el remanente de una de esas fortificaciones. De forma gradual, cuando el asentamiento creció, los límites de la ciudad comenzaron a extenderse hacia la colina de Zamchishcha. Los sitios industriales y comerciales de la ciudad se instalaron en la zona norte, este y sur de la Montaña Sueca. Muravelnike también estaba habitado, pero no tanto como en la Montaña Sueca y en Zamchishcha. Debido a las inundaciones del río Wołkowyja, se desconoce la evidencia de otros sitios arqueológicos en la zona.

### Edad Media
Vawkavysk es una de las ciudades más antiguas de Europa Oriental y ha jugado una rol en el desarrollo político de la civilización eslava medieval. Se cree que Vawkavysk fue fundado en el siglo X. El origen de la ciudad está rodeada de leyendas, entre las cuales relata a un príncipe llamado Vladislav Zabeyko quién, en el año 738, se encontró con unos ladrones de nombre Voloka y Visekk, y los asesinó. En el lugar en donde se refugiaban los ladrones, se construyeron 10 cabañas, que se expandieron hasta convertirse en un asentamiento. Según el príncipe, el nombre de Vawkavysk es una derivación del nombre de los dos ladrones. Otra leyenda declara que la ciudad fue fundada por el Rey de Lituania, Mindaugas.
Hay poca evidencia histórica perteneciente al periodo en que se fundó la ciudad. Las excavaciones arqueológicas realizadas en la ubicación de la antigua ciudad, atestiguan que ya existía un asentamiento eslavo hacia finales del siglo X, con base en los hallazgos de viviendas y edificios defensivos que se descubrieron en la excavación. De acuerdo a la mención extraoficial en los Anales de Turou, la ciudad fue fundada en 1005, y actualmente es considerada como su fecha de fundación. Vawkavysk se convirtió en una ciudad y se convirtió en un centro de artesanías y comercio hacia comienzos del siglo XII. Entre 1224 y 1241, la invasión mongola de Rusia bajo el mando de Batú Kan destruyó Vawkavysk y su fortaleza.
Vawkavysk se encuentra en una región conocida anteriormente como Rutenia Negra, que fue sometida por numerosas fuerzas invasoras por parte de pueblos bálticos y eslavos. En varios ocasiones, la ciudad estuvo bajo la influencia del Principado de Pólatsk y de Galitzia-Volynia. En las noches del 15 y 16 de febrero de 1038, la ciudad fue devastada por los yotvingios, una tribu báltica.  Hasta 1084, este territorio perteneció al Rus de Kiev y posteriormente se convirtió en un estado vasallo dependiente. Después de que Mindaugas conquistara el área en 1239, fue incorporado a lo que sería más tarde el Gran Ducado de Lituania y fue administrado desde Navahrudak entre las décadas de 1240 y 1250.
La ubicación de Vawkavysk en la frontera entre Lituania y el Principado de Galitzia-Volynia, la ha convertido en sede de constantes enfrentamientos entre ambas facciones. El Códice de Hipacio la crónica menciona la ciudad de Vawkavysk, en relación con una invasión orquestada por Daniel de Galitzia y su hermano Vasilko en 1252. Hubo numerosos cambios de poder durante el período 1254-1258 entre los príncipes de estos dos reinos. La crónica continúa con el relato de que se firmó un tratado de paz en 1254, en donde el Gran Duque de Lituania, Vaišvilkas, transfirió la ciudad de Vawkavysk, junto con varias otras ciudades, al hijo de Daniel, Romano Danylovich Galitsky. En algún momento después de este acontecimiento, en 1255, un príncipe llamado Gleb, quién se reconoció como un vasallo del Gran Duque de Lituania, se convirtió en gobernante de Vawkavysk. El ahora príncipe Gleb participó en una campaña de Galitzia-Volynia contra los yotvingios en 1256.
No fue sino hasta 1258, después de varios años de guerra, que Vawkavysk y Slonim se establecieron como estados vasallos de Lituania,  con Vaišvilkas reinando nuevamente desde Navahrudak, como vasallo de Mindaugas. En 1260, Vaišvilkas y otro príncipe lituano, Toth, capturaron y asesinaron a Roman, lo que llevó a que Daniel viajara hacia as partes altas del río Neman para reconquistar Vawkavysk y apresar a Gleb. La crónica no explica cómo terminó esta campaña en particular. Mientras tanto, en 1263, Mindaugas de Lituania fue asesinado. El caos que se generó tras la muerte de este monarca, provocó la inestabilidad del territorios que comprendían el Gran Ducado de Lituania,  en la que tanto gobernantes locales como extranjeros luchaban por el poder. Además, en 1264, Daniel murió y su hijo Svarn Danylovich Galitsky heredó el poder absoluto de todo el Principado de Galitzia–Volynia como duque, teniendo entre sus dominios a Vawkavysk. La propiedad de la ciudad en 1269 era del príncipe Vladimir.
Tras la muerte de Svarn en 1269, su hermano León I de Galitzia entró en conflicto con Lituania. Entre 1274 y 1276 luchó en una nueva guerra en contra del nuevo regente lituano Traidenis pero fue derrotado, y Lituania anexionó el territorio de Rutenia Negra con su ciudad de Navahrudak.
Durante una campaña contra los lituanos en 1277, el ejército Rus' y sus príncipes, Mstislav Danylovich, otro hijo de Daniel; Vladimir Vasilkovich; y Yuri Lvovich, se detuvieron por la noche en Vawkavysk. La última vez que se menciona a Vawkavysk en el Códice de Hipacio es cuando el Gran Duque lituano Butigeidis transfiriera esa ciudad al príncipe Mstislav Danylovich, a cambio de que se acordada la paz en 1289.

### Gran Ducado de Lituania
Vawkavysk quedó bajo el dominio del Gran Duque Vytenis y se convirtió en parte del Gran Ducado de Lituania desde 1293.
Fue desde un castillo ya extinto en Vawkavysk que, en 1385, Jogaila envió sus emisarios hacia Cracovia para pedirle la mano a la Reina de Polonia, Eduviges I. Declaró la Unión de Krewa, es decir, que él junto con el pueblo lituano, iban a adoptar la fe católica, y recibió a los emisarios polacos después de una decisión largamente esperada, el 11 de enero de 1386. En 1386 Jogaila fue bautizado como Vladislao II en Cracovia, y se convirtió en Rey de Polonia. Tras ello, mientras Vladislao II estaba en Vawkavysk, ordenó la destrucción de los cultos paganos de la ciudad.
En 1409 la ciudad fue atacada y saqueada por los Caballeros Teutónicos al mando del Hochmeister Ulrich von Jungingen y sus residentes fueron puestos bajo cautiverio. El 16 de marzo de 1410, la ciudad volvió a ser atacada e incendiada por el Ordensmarschall Frederic von Wallenrode y sus habitantes fueron asesinados. El 15 de julio de 1410, el estandarte de Vawkavysk participó en la Batalla de Grunwald contra la Orden teutónica. En 1430, se construyó la Iglesia de San Nicolás. Vawkavysk fue incluido en la composición del Gran Ducado de Lituania en 1441, después de estar bajo su autoridad desde 1258.
En 1503, el rey polaco Alejandro I Jagellón concedió el derecho de Magdeburgo a la ciudad de Vawkavysk. por rey polaco Alejandro I Jagellón. Estos derechos fueron confirmados por diferentes monarcas hasta 1773. La ciudad recibió su escudo personal de armas, que mostraba la cabeza de un lobo sobre un fondo azul. En 1507, Vawkavysk se convirtió en parte del voivodato de Nowogródek y fue la capital del powiat de Wołkowysk hasta 1795. Hasta 1513, Vawkavysk poseía 9 calles. Menciona la existencia de una iglesia desde 1536, mientras que un monasterio jesuita fue fundado en 1598. Desde 1566, Vawkavysk fue también sede del General Sejmiks (parlamento local), al que asistieron delegados provinciales y senadores, que se llevó a cabo en toda Lituania.  Entre la nobleza más prominente de la ciudad en aquel período figuraban las familias Irłgowski y Piotrowicz.

### República de las Dos Naciones
La Unión de Lublin fue firmada el 1 de julio de 1569, en Lublin, Polonia, y creó un solo estado, la República de las Dos Naciones. Reemplazó la unión personal entre la Corona del Reino de Polonia y el Gran Ducado de Lituania, mediante una unión real y una monarquía electiva, ya que Segismundo II Augusto Jagellón, el último de la dinastía Jagellón, quedó sin descendencia luego de 3 matrimonios. Tras ello, Vawkavysk se convirtió en parte de este Estado.
El siglo XVII fue un período muy difícil en la historia de Vawkavysk, en particular, y para la República de las Dos Naciones en general. La región se convirtió en escenario de numerosas guerras. Fue durante este período cuando la República emprendió numerosas campañas hacia mediados del siglo XVII, conocidas como El Diluvio, la cual consistió en rebeliones e invasiones durante las Guerras del Norte contra Rusia y Suecia. Tras la revuelta popular dirigida por Bogdán Jmelnitski en Ucrania, la rebelión dejó en evidencia la rivalidad entre Rusia y la República por sobre el control hegemónico de Ucrania y sobre las tierras eslavas orientales en general. En octubre de 1653, el ruso Zemsky Sobor declaró la guerra a la República y en junio de 1654, el ejército del Zar Alejo I de Rusia invadió la mitad oriental de Polonia-Lituania, dando inicio a la Guerra ruso-polaca (1654-1667). Durante este período, Vawkavysk fue conquistada dos veces por las tropas rusas en 1655 y 1662, y quedó gravemente dañada.
Al mismo tiempo, el Imperio sueco, el cual técnicamente ya estaba en el conflicto, y a pesar de que mantenía un alto al fuego con la República desde la Guerra Polaco-Sueca de 1626-29, invadió y conquistó la otra mitad restante del país en julio de 1654. En 1656, después de tres días de batalla, Vawkavysk fue destruida e incendiada por el ejército al mando del rey Carlos X Gustavo de Suecia. El centro administrativo de la ciudad consistía en un castillo en un río cercano a la ruta hacia Izabelin, que fue destruido junto con la ciudad.
Durante la Gran Guerra del Norte en 1706, los suecos invadieron nuevamente Vawkavysk, lo que llevó a que los habitantes de la ciudad exigieran una indemnización.
En 1736, se formó una misión jesuita a expensas de E. Linovskiy, así como la creación de una escuela en 1747. Durante la segunda mitad del siglo XVIII, varios monasterios jesuitas y maronitas ya estaban operando en Vawkavysk. A partir de 1792, la ciudad tenía cerca de 1 000 edificios, y una iglesia utilizada por los uniatas o católicos orientales.
La región participó en la Insurrección de Kościuszko en 1794, la cual permaneció temporalmente libre del dominio ruso.
Hacia finales del siglo XVIII, la ciudad solo poseía 362 casas, y residían un total de 2 127 habitantes.

### Imperio ruso
Vawkavysk fue finalmente anexado al Imperio ruso en 1795, tras la tercera partición de Polonia. Fue puesta bajo la administración de la Gobernación de Slonim como provincia y se convirtió en la capital de su propio distrito, junto con la Gobernación de Grodno en 1802.
Durante la invasión napoleónica de Rusia en 1812, Vawkavysk albergó la sede del General Pyotr Bagratión, comandante del 2.º Ejército Ruso. Desde el 17 junio hasta el 15 de noviembre [O.S. 3 de noviembre] , la ciudad albergó el ejército de Napoleón. Entre el 2 y 4 de noviembre de 1812, durante una batalla entre las fuerzas francesas y rusas, Vawkavysk fue incendiada. El general ruso Fabian Gottlieb von Osten-Sacken derrotó el VII Cuerpo Sajón al mando del general francés Jean Reynier. El Congreso de Viena realizado en 1815, confirmó que Vawkavysk volvería a manos del Imperio ruso.
En 1844, Vawkavysk ya poseía dos iglesias, de las cuales una estaba construida de madera, una escuela parroquial, dos hospitales y una farmacia. En 1845 la ciudad recibió un nuevo escudo de armas ruso. A partir de 1860, Vawkavysk poseía 492 casas, 2 escuelas, una iglesia de San Venceslao, 7 casas de oración judía, una sinagoga, una fábrica de ladrillos, 2 molinos, un hospital y 58 tiendas.
En 1863 una compañía de Vawkavysk mandada por Gustaw Strawiński participó en el Levantamiento de Enero.
En 1885, la ciudad dio paso a la construcción de lo que se convertiría en una importante línea ferroviaria, que conectaba desde Baránavichi hacia Białystok, y abrió su estación de ferrocarriles en 1886. Hacia 1891, Vawkavysk tenía 19 empresas industriales en funcionamiento. En 1906, comenzó a construirse una línea ferroviaria hacia Siedlce, y hacia su finalización en 1907, la ciudad se convirtió en una importante base ferroviaria.

### Primera Guerra Mundial y el período de Entreguerras
Durante la Primera Guerra Mundial, Vawkavysk fue la sede del comandante en jefe del Frente Noroccidental. En el otoño de 1915, la ciudad fue ocupada por tropas alemanas. Tras la caída de la monarquía rusa en 1917, la posterior aparición del gobierno bolchevique en la República Socialista Federativa Soviética de Rusia, y la firma del armisticio entre Rusia y las Potencias Centrales, Vawkavysk y el área circundante permaneció temporalmente bajo dominio ruso. La firma del Tratado de Brest-Litovsk el 3 de marzo de 1918, entre Rusia y las Potencias Central (Alemania, Austria-Hungría,el Reino de Bulgaria, y el Imperio otomano) acabó con la participación de Rusia en la Gran Guerra. En este tratado de paz, Rusia renunció a todos los reclamos territoriales sobre Finlandia (que ya había reconocido), los futuros países bálticos (Estonia, Letonia y Lituania), Bielorrusia, y Ucrania. Durante las negociaciones del Tratado de Brest-Litovsk, Bielorrusia declaró su independencia del dominio alemán, el 25 de marzo de 1918, formando la República Popular Bielorrusa. Mientras tanto, se instaura la Segunda República Polaca en 1918, pero sus fronteras no fueron formalmente definidas.

#### Guerra Polaco-Soviética
Hacia 1919, los bolcheviques tomaron el control de Bielorrusia, y obligaron al gobierno democrático del país al exilio. Inmediatamente después, estalló la guerra polaco–soviética, y el territorio de Bielorrusia fue dividido entre Polonia y la Rusia Soviética. El 8 de febrero de 1919, Vawkavysk fue ocupado por las tropas polacas. La ciudad fue capturada por el 16.º Ejército Bolchevique el 24 de julio de 1920, y posteriormente reconquistada el 27 de septiembre de 1920 por la 3.ª División de Infantería Legionarias bajo la orden del general León Berbecki.

#### Segunda República Polaca
El Tratado de paz de Riga fue firmado en Riga el 18 de marzo de 1921, entre Polonia, la Rusia Soviética (actuando también en nombre de la Bielorrusia soviética) y la Ucrania soviética. El tratado puso fin al conflicto bélico. Tras ello, Vawkavysk se convirtió en parte de la Segunda República Polaca durante el período de entreguerras, entre 1919 y 1939. El powiat de Wołkowysk fue parte del viovodato de Białystok y sede de la gmina Biskupice.

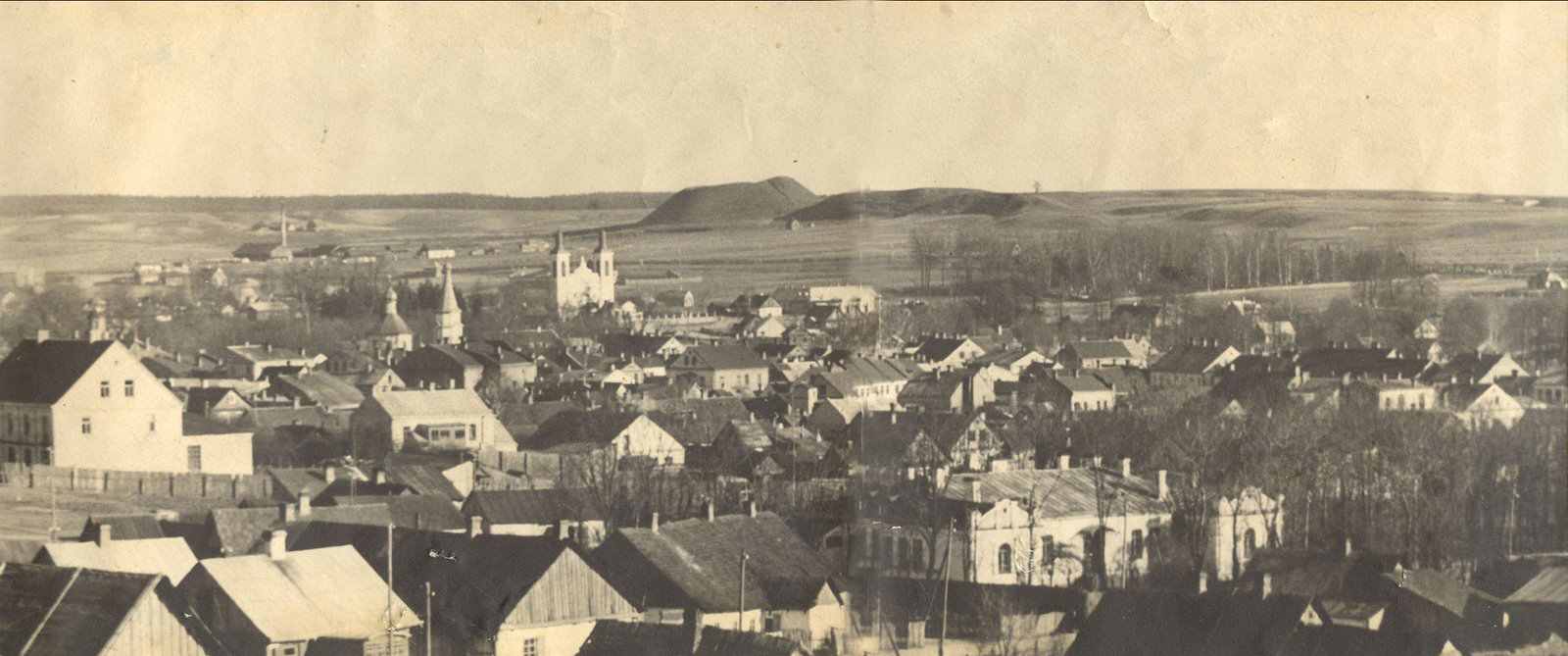
Vawkavysk previa a 1939.

El 8 de diciembre de 1922 el 3.º Regimiento de Fusileros Montados ingresaron al cuartel de la ciudad. En 1924, se creó la 8.ª Orden de Brigada de Caballería. A partir de 1939, Vawkavysk poseía una fundadora de hierro, 2 fábricas de ladrillos, 2 aserraderos, y varios pequeños negocios. En las afueras de ciudad había una fábrica de cemento, considerada una de las más importantes de Bielorrusia Occidental

### Segunda Guerra Mundial
Tras la invasión de la Segunda República Polaca por la Alemania Nazi y la Unión Soviética, se formó la Brigada de Caballería de Reserva "Wołkowysk". Vawkavysk quedó bajo ocupación soviética 18 de septiembre de 1939 a raíz Tratado germano-soviético de Amistad, Cooperación y Demarcación. El 2 de noviembre de 1939 Vawkavysk, junto con el resto de Bielorrusia Occidental, fue incorporada a la URSS y el 14 de noviembre de 1939, comenzó a ser parte de la RSS de Bielorrusia. El 15 de enero de 1940, Vawkavysk se convirtió en la capital regional del Białystok. La ciudad fue punto de detención y deportación de prisioneros de guerra alemanes y ciudadanos polacos hacia campo de prisioneros de guerra 281 por el Ejército Rojo hasta 1941.
Vawkavysk fue ocupada por los nazis el 27 de junio de 1941. Se construyó un campo de concentración y un gueto para los judíos en los límites de ciudad, que acabó con la vida de 20 000 personas. Durante la Operación Białystok, realizada el 14 de julio de 1944, el 2.º Frente Bielorruso del Ejército Rojo fue capaz de reconquistar la ciudad. El 20 de septiembre de 1944, la ciudad se convirtió en la capital regional de la Región de Grodno.

### Posguerra
Tras finalizar la Segunda Guerra Mundial en 1945, Vawkavysk estuvo bajo la autoridad de la RSS de Bielorrusia hasta el colapso de la Unión Soviética en 1991. Desde 1991, Vawkavysk pertenece a la República de Bielorrusia.
El 3 de marzo de 1963, se convirtió en una ciudad de subordinación regional. El 12 de abril de 2001, se celebró la creación de una bandera y un emblema propio. En 2004, Vawkavysk fue sede del Festival Republicano de Trabajadores Rurales de Dozhinki.

## Administración
Los asuntos locales son representados por Consejos de Diputados, quienes son elegidos a nivel local. Estos consejos locales operan bajo 3 niveles:
primario (pueblos y ciudades), básicos (ciudades y consejos regionales), y regionales (óblast) (Consejo Regional de Diputados). Los diputados son elegidos para un período de 4 años para tratar asuntos locales y representar la población local en decisiones en los asuntos  relacionados con la salud, educación, bienestar social, comercio, y transporte. También toman decisiones sobre asuntos locales en el marco de la legislación nacional.
Los asentamientos aledaños a la región de  Vawkavysk son Izabelin, Ros, Mstibovo, y Voupa.
El distrito incluye los municipios de Krasnosel kii y Ross, así como 191 asentamientos rurales.
En Región 2, está el Consejo de Municipios - Rossky, Krasnosel kii y 9 consejos populares:
Vereykovsky,
Volkovysskii,
Volpovsky,
Gneznovsky,
Elizabethan,
Podorossky,
Replevsky,
Subochsky
Shilovichi

## Demografía
La ciudad y sus alrededores poseen una población de 74 000 habitantes, mientras que el casco urbano de Vawkavysk (con asentamientos urbanos adyacentes al río Ros y Krasnosel'skii) posee 56 000 habitantes, y las áreas rurales comprenden un total de 18 000 habitantes. Entre los principales grupos de la ciudad con base en su nacionalidad son: bielorrusos (63.4%), polacos (25%), rusos (8,7%), y otras nacionalidades (2,9%). En total, residen habitantes de más de 50 nacionalidades.

### Religión
Según el censo ruso de 1897, la población de Vawkavysk era de 10 323 personas (5 982 mujeres y 4 341 hombres). Los principales grupos religiosos de la ciudad son judíos (5 528), cristianos ortodoxos (2 716) y católicos (1 943).

## Economía
Las secciones industriales de la ciudad están dominadas por la industria de materiales de construcción (46.4%), y procesamiento de alimentos (44%).
Las principales compañías de Vawkavysk (a menos que se indique lo contrario, todas son ''sociedades anónimas abiertas'') son:
- Materiales Krasnoselskoe: produce 16 tipos y marcas de cemento y asbesto de cemento, pizarreño, tubos y accesorios de amianto, mortero seco, cal y revelador hidratado, tiza suave-granular, losas de concreto para pavimentos, film retráctil de polietileno y bloques de concreto regular.
- Planta procesadora de carne de Vawkavysk: es uno de los mayores fabricantes de carnes y productos derivados de él, de la región de Grodno y de Bielorrusia. La compañía produce más de 330 clases de productos, incluyendo los siguientes: 
  - Carne de res, cerdo, caballo y sobras, categorías 1 y 2;
  - Semi- sin hueso, a la carta, carnoso, ternera, res, hamburguesas y albóndigas;
  - Salchichas, grasas, alimentos secos, pieles y productos técnicos;
  - Materias primas de enzimas endocrinas.
- Bellakt: Es la única compañía bielorrusa que produce fórmula infantil en polvo y cereales para bebés desde los primeros días de su vida hasta un año o más. La compañía produce más de 40 tipos de fórmula infantil en polvo y cereales. También produce una alta gama de productos lácteos como leche entera, sin nata y descremada, mantequillas, y numerosos productos lácteos bajo en grasas, quesos blandos, y productos lácteos para animales.
- Planta de Construcción de Maquinaria de Vawkavysk:  tiene un monopolio dentro de la Comunidad de Estados Independientes en el campo los mezcladores y mezcladoras de sartén para masas abrasadoras. Además, la compañía fabrica equipos para la producción de hormigón y mortero, equipos de forja a presión, uso agrícola (plantas de molienda y mezcladoras para la preparación de alimentos, transportadores de abonos y bombas de abono líquido). También se produce una alta gama de bienes de consumo de metal y plástico.
- Fábrica Vawkavysk HMAC: Su capacidad de producción y estructura de producción primaria está dividida en plantas de prensado y soldadura, mecánica y ensamblaje ubicada en el edificio principal, y permite trabajar en un ciclo tecnológico cerrado. La compañía se especializa en la producción de maquinaria de construcción y acabado, que incluyen:
  - Máquinas para trabajos de pintura (instalaciones para aplicar formulaciones de pintura, pistolas de spray y depósitos kraskonagnetatelnyj);
  - Máquinas para enyesar (unidades de enyesado, enchapado, aplastamiento y pintura);
  - Mezcladoras.
  - Bienes de consumo (productos de hardware y cerraduras, productos de goma para dispositivos sanitarios, herramientas de hardware y herramientas de jardinería).[22]

## Sitios de interés
El complejo arqueológico de Volkovysk incluye 3 alturas: "la montaña sueca" (imagen), Zamchishche, y Muravelnik. "La montaña sueca" está localizada en un suburbio al sureste de la moderna Volkovysk. Existe una leyenda que durante la era de El Diluvio, "la montaña sueca" fue creada por los soldados suecos sobre la tumba de su comandante.  Es el punto más alto entre las colinas y morrenas de la cordillera de Volkovysk.
El estudio arqueológico de Volkovysk comenzó en 1925 por el director del Museo de Historia y Arqueología de Grodno, Jozef Jodkowski, autor de varios libros sobre la historia de la zona, así como guías turísticas de Grodno y sus alrededores, populares en la Segunda República Polaca.
Otros sitios de interés locales incluyen la iglesia católica de San Venceslao de Bohemia (1846–1848) y el Museo de Pyotr Bagratión (cuadro).

## Ciudades hermandadas
Entre las ciudades hermandadas, y otras formas de cooperación y amistad que posee la ciudad son: 
- Gusev, Rusia
- Siedlce, Polonia
- Șoldănești, Moldavia

## Personas notables
- Ludwik Benoit (1920–1992): actor polaco
- Beniamín Bliumenfeld (1884–1947): maestro del ajedrez ruso
- Aleksandr Dedyushko (1962–2007): actor de televisión ruso, conocido por sus obras bélicas y por la versión rusa de "Bailando con las Estrellas".
- Eliahu Golomb (1893–1945): líder de los esfuerzos por defender la comunidad judía en el Mandato británico de Palestina y arquitecto de la Haganá entre 1920 y 1948.
- Tadeusz Kruczkowski (n. 1961): historiador y activista polaco-bielorruso, presidente de la Unión de Polacos en Bielorrusia (2000–2005)
- Raphael Lemkin (1900–1959): jurista polaco, quién se hizo conocido por definir el término genocidio y redactar la Convención para la Prevención y la Sanción del Delito de Genocidio.
- Teresa Torańska (1944–2013), periodista escritor e historiador polaco
- Maksim Vitus (n. 1989): futbolista bielorruso
- Zerach Warhaftig (1906–2002): abogado y político israelí, conocido por ser uno de los firmantes de la declaración de Independencia de Israel.
- Yanina Zhejmo (1909–1987): actriz soviética.